# Parque nacional de Gunung Mulu
El Parque Nacional de Gunung Mulu a 100km de la ciudad de Miri, en el estado federado de Sarawak, en la isla de Borneo, en Malasia cerca de la frontera con Brunéi. Fue declarado como Patrimonio de la Humanidad por la Unesco en el año 2000. Contiene grandes cuevas y formaciones cársticas, en una selva lluviosa de montaña. El parque es famoso por sus cavernas y multitud de expediciones fueron organizadas para explorarlas, como las selvas que las rodean.
El parque de 52.864 ha contiene 17 zonas de vegetación, albergando cerca de 3.500 especies de plantas vasculares. Su variedad de especies de palmeras son excepcionalmente ricas, con 109 especies en 20 géneros. El parque está dominado por el Gunung Mulu, un pináculo de arenisca con 2.337 metros de altura y por los 295 km de cavernas exploradas que son el hogar de millones de murciélagos, la cámara de Sarawak, en este parque, es la mayor cueva conocida en el mundo.

## Para acceder
No hay carreteras de acceso.
Para acceder tomar un vuelo desde Miri con los aviones de MAS Wings . El vuelo dura 30 minutos.
También posible acceder en barco: desde Miri carretera a Kuala Baram después barco hasta Marudi, después barco hasta Long Terawan, cambiar de barco sobre el río Tutoh hasta Mulu. El viaje dura al menos un día, quizás dos. No hay servicios regulares de barcos hacia el interior.

## Alojamiento
Los visitantes se pueden alojar:
- Cerca las oficinas del parque, donde hay diferentes tipos de alojamiento
- En el hotel tropical cerca el río Melinau, "The Matumau Lodge"
- Otros hoteles al sudoeste del parque

## Cuevas
Los  accesos a varias cuevas han sido mejorados para permitir visitas.
- Cueva del Ciervo: contiene un pasillo subterráneo de gran tamaño, que fue considerado como el pasillo más grande del mundo (antes del descubrimiento de la cueva Son Dong, en Vietnam) con un techo de más de 100m. de altura y la cueva atraviesa la montaña de un lado a otro. La Cueva del Ciervo es famosa también por ser el hogar de millones de murciélagos. Casi cada tarde a las cinco los murciélagos vuelan en busca de comida. Hay un anfiteatro donde los visitantes pueden esperar la salida de los murciélagos.
- Cueva de Lang: se encuentra cerca de la Cueva del Ciervo, muy bella con estalagmitas y estalactitas espléndidas.
- Cueva de Agua Clara : se encuentra a varios kilómetros río arriba cerca del río de Melinau con una fuente muy fuerte; la cueva contiene más de 140 km de pasillos (la más larga de Asia) y los pasillos son de gran tamaño. El agua de la fuente está generalmente muy clara.
- Cueva del Viento: se encuentra cerca de la Cueva de Agua Clara; una cueva con salido de viente. Muchas estalagmitas y estalactitas.
- Cueva de la Buena Suerte (Gua Nasib Bagus): se encuentra a varias horas de camino de la oficina del parque en el selva. La cueva es conocida por la gigantesca cámara Sarawak  que tiene 396 m de ancho y al menos 70 m de alto.

## Montañas de piedra caliza
- Colinas del Sur
- Gunung Api (montaña del fuego)
- Gunung Benerat
- Gunung Buda